# Polaroid Corporation
Polaroid Corporation é uma empresa de fotografia dos Estados Unidos e que ficou famosa por suas câmeras instantâneas. A empresa foi fundada em 1937 por Edwin H. Land para explorar o uso de seu polímero polarizador Polaroid.:3 Land dirigiu a empresa até 1981. Seu pico de empregos foi de 21 000 em 1978, e sua receita de pico foi de US$ 3 bilhões em 1991.
Quando a Polaroid Corporation original foi declarada falida em 2001, sua marca e ativos foram vendidos. A "nova" Polaroid foi formada como resultado, declarando-se falida em 2008, resultando em uma nova venda. Em maio de 2017, a marca e a propriedade intelectual da Polaroid Corporation foram adquiridas pelo maior acionista do Impossible Project, que originalmente começou em 2008 com a produção de novos filmes instantâneos para câmeras Polaroid. O Impossible Project foi renomeado para Polaroid Originals em setembro de 2017, e em março de 2020 foi renomeado simplesmente para Polaroid.

## Galeria

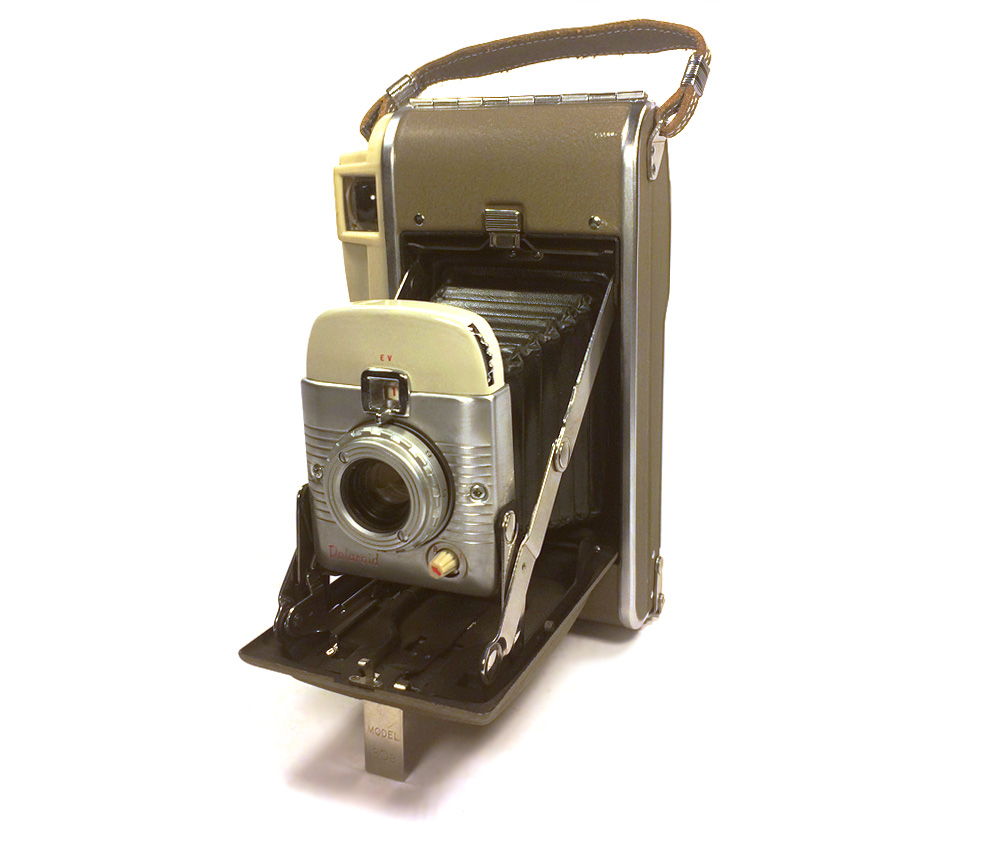
Câmera instantânea Polaroid 80B Highlander fabricada nos EUA, por volta de 1959
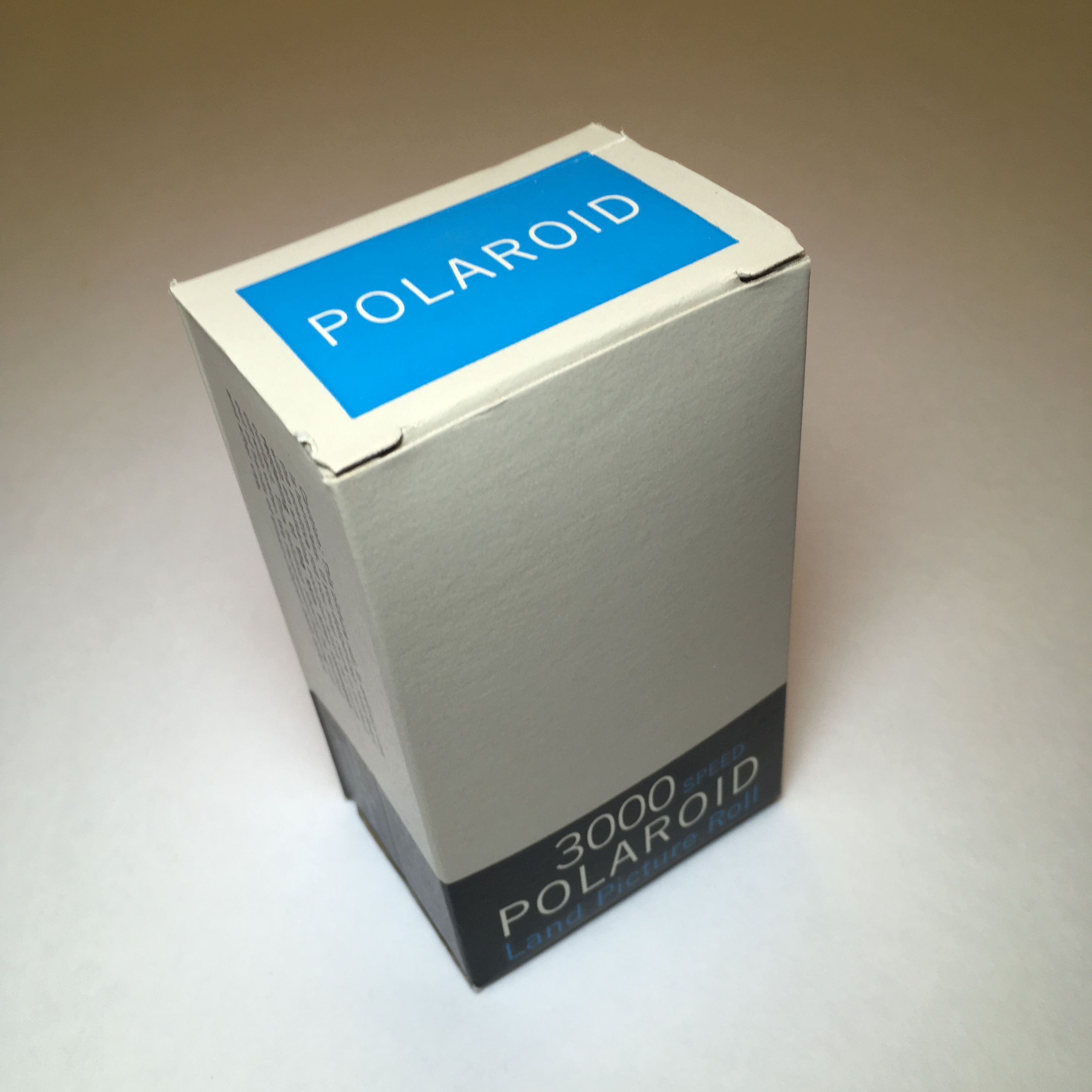
Polaroid 3000 Speed Type 47 Rollfilm
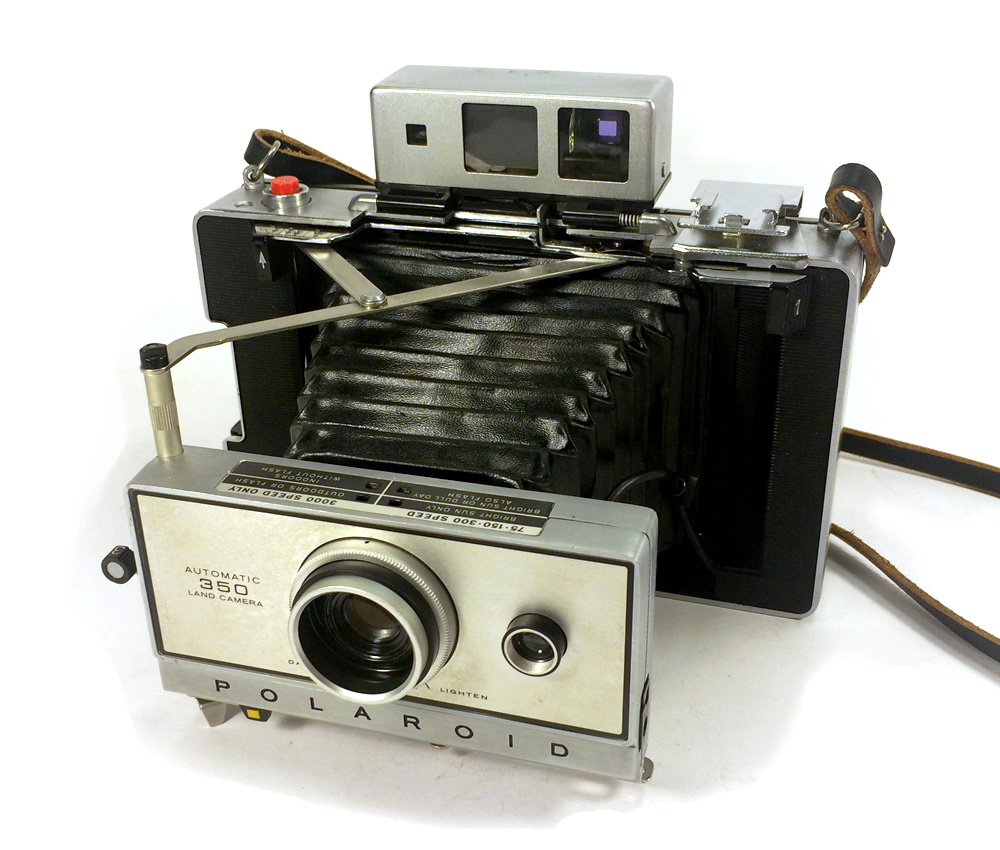
Câmera instantânea Polaroid Automatic 350, fabricada de 1969 a 1971, preço sugerido de US$ 150
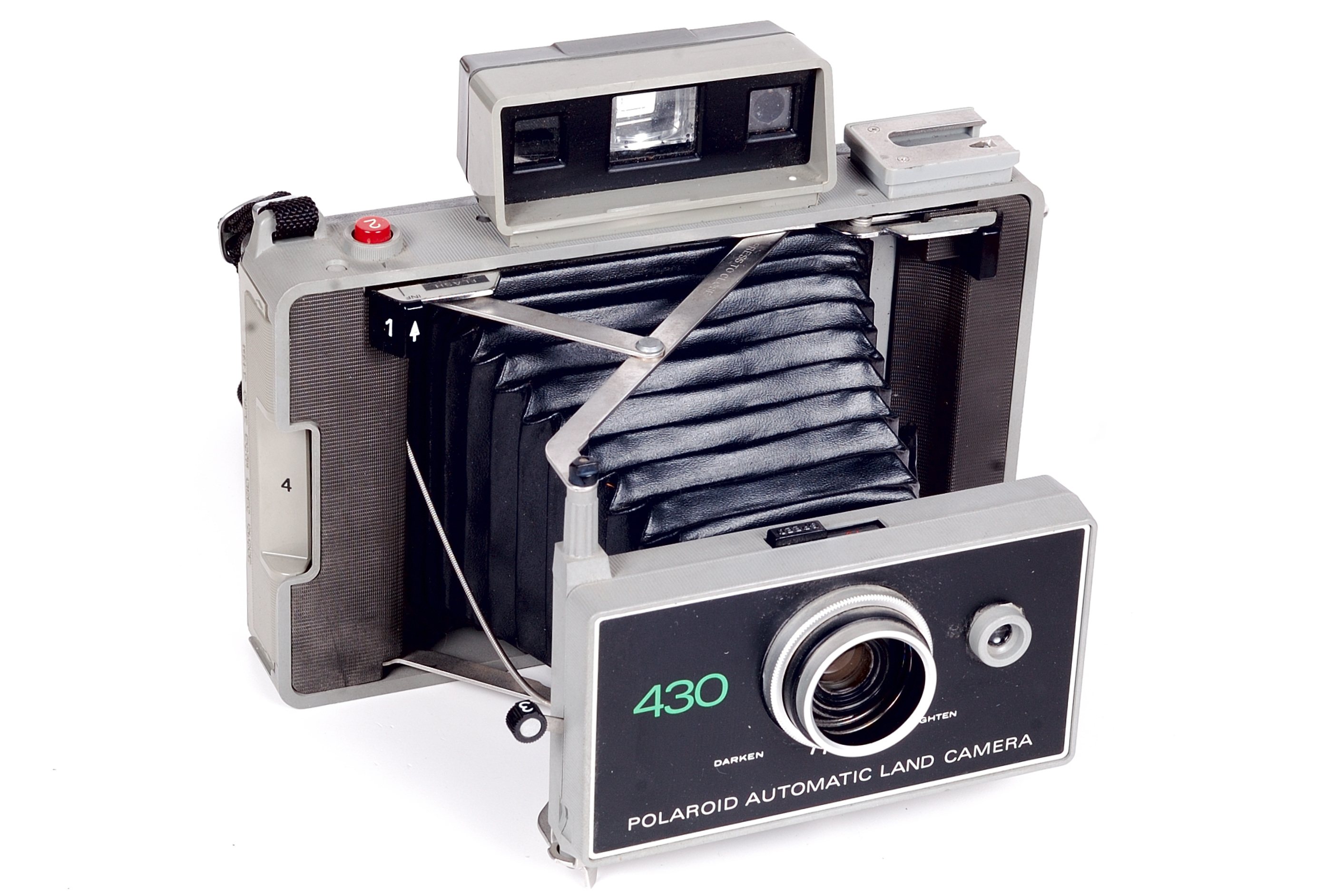
Polaroid 430 Land Camera
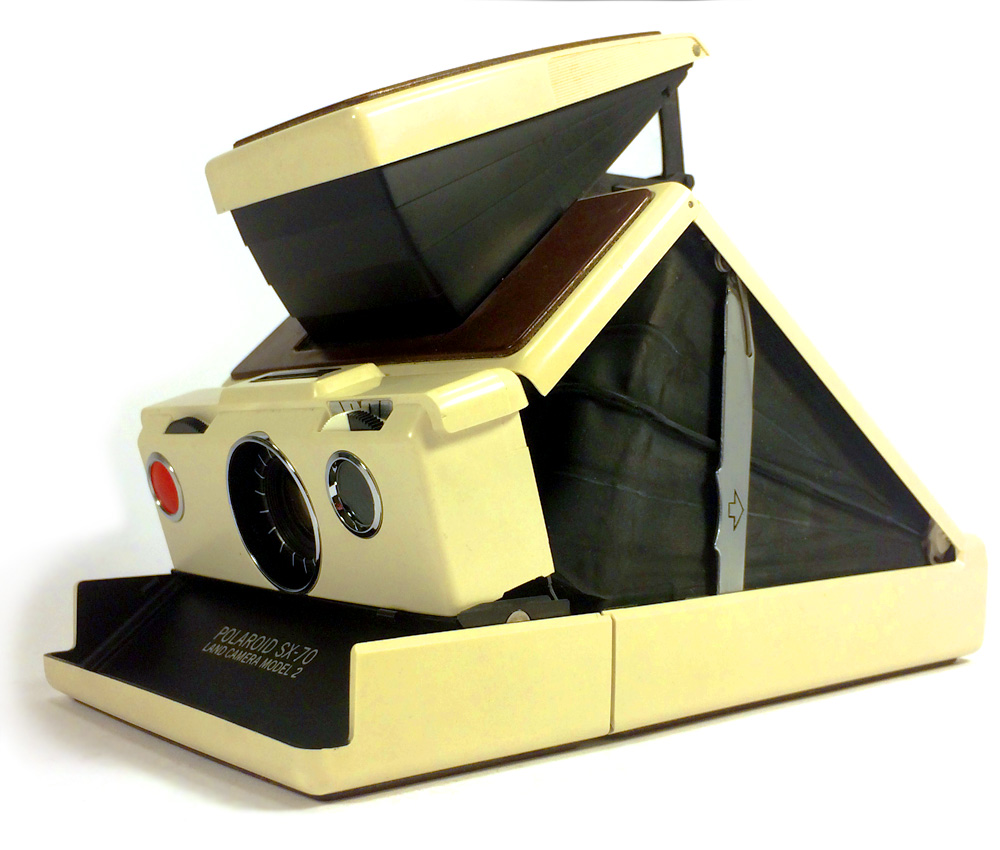
Câmera instantânea Polaroid SX-70 Land Camera modelo 2, fabricada nos EUA por volta de 1972 a 1974
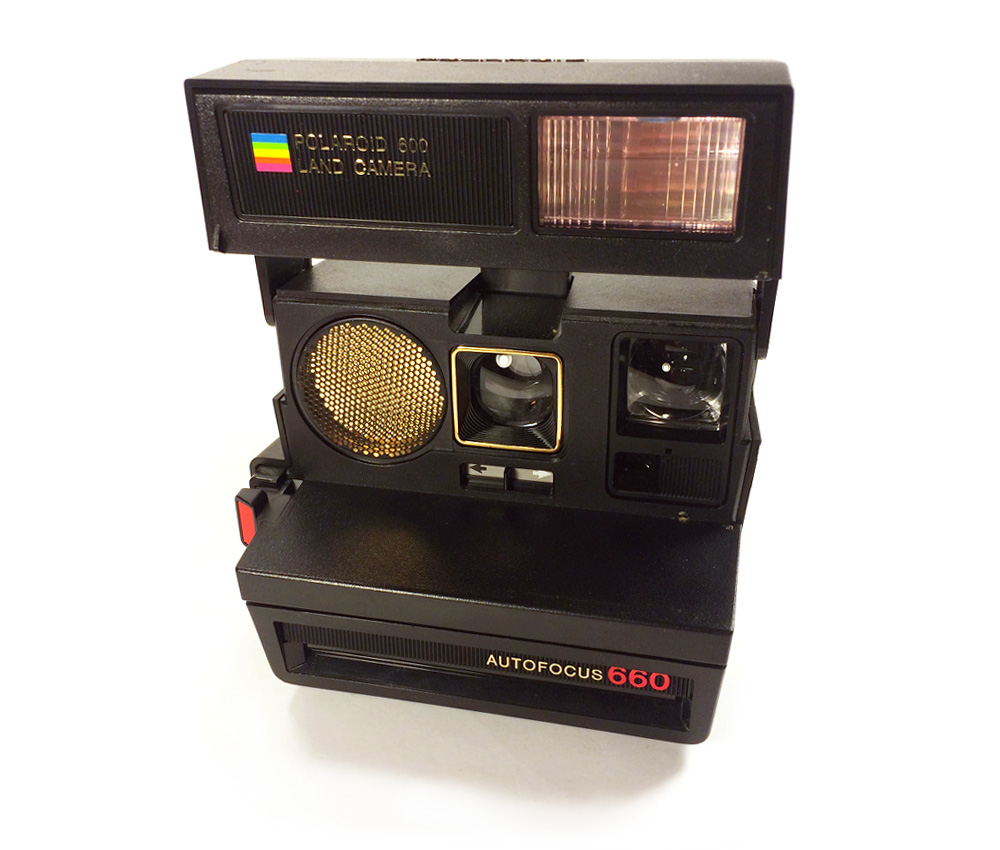
Câmera instantânea Polaroid Sun Autofocus 660, por volta de 1987
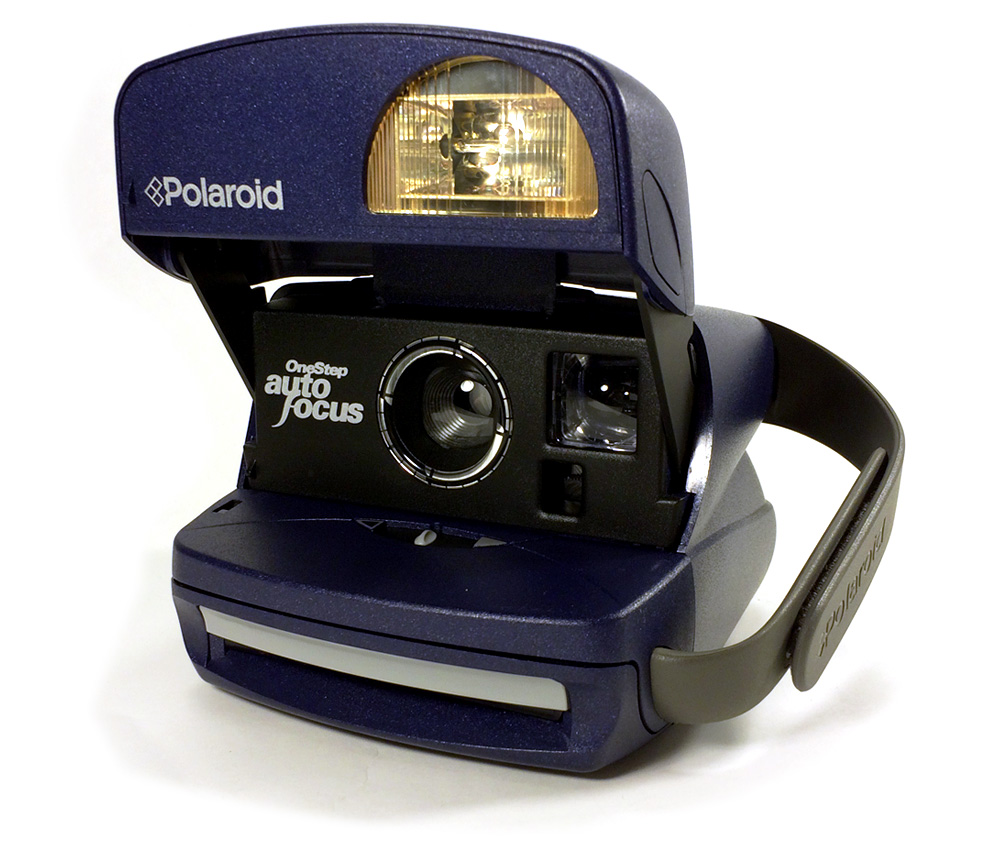
Câmera instantânea Polaroid OneStep Autofocus SE, fabricada no Reino Unido por volta de 1997
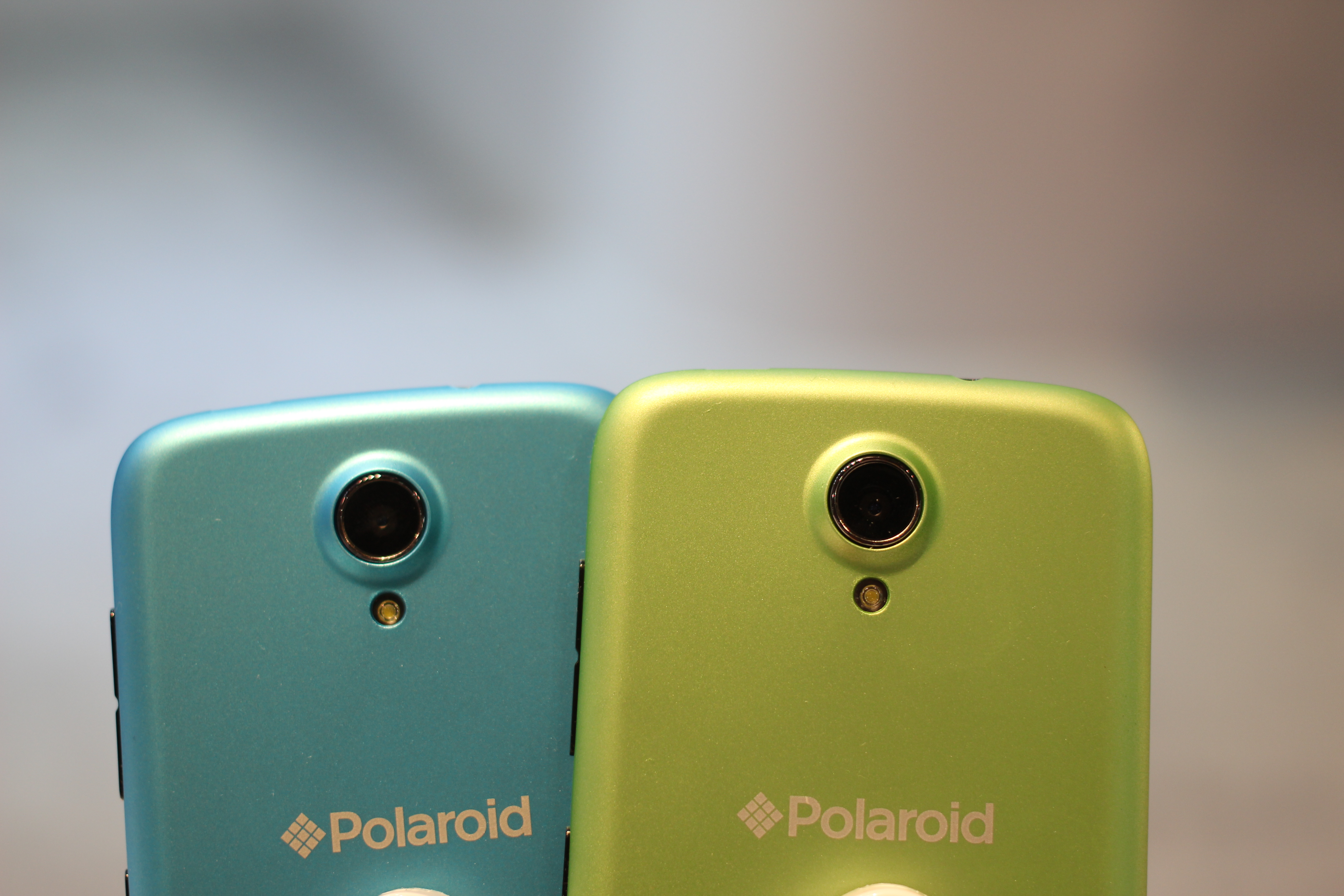
Polaroid Snap smartphone Android